# Pereser See
Der Pereser See ist ein geplanter künstlicher See südlich von Leipzig. Er soll durch die Flutung des Abbaufelds Peres des Tagebaus Vereinigtes Schleenhain entstehen. Der Tagebau liegt unmittelbar nordöstlich von Groitzsch, etwa zehn Kilometer nordwestlich von Borna und zwanzig Kilometer südlich von Leipzig. Die Flutung ist zwischen den Jahren 2045 und 2051 geplant.
Der See wird Teil des so genannten Leipziger Neuseenlands, einer Bergbaufolgelandschaft mit mehreren gefluteten Tagebaurestlöchern. Er wird als Landschaftssee mit wassergebundener Naherholung im Bereich der Orte Kieritzsch und Groitzsch geplant.